# Fea-Baumratte
Die Fea-Baumratte (Chiromyscus chiropus) ist eine Nagetierart aus der Gruppe der Altweltmäuse (Murinae).
Fea-Baumratten erreichen eine Kopfrumpflänge von 13 bis 16 Zentimetern, hinzu kommt ein 20 bis 25 Zentimeter langer Schwanz. Ihr Fell ist eher rau, es ist an der Oberseite ockerbraun und an der Unterseite weißlich gefärbt. Die Kehle ist rötlich, die Augen sind von dunklen Ringen umgeben. Die Ohren und der lange Schwanz sind mit feinen Härchen bedeckt. Die Hinterbeine sind mit den opponierbaren ersten Zehen an eine kletternde Lebensweise angepasst.
Diese Nagetiere leben in Südostasien, ihr Verbreitungsgebiet umfasst das südwestliche China, das östliche Myanmar, das nördliche Thailand sowie Vietnam und Laos. Ihr Lebensraum sind immergrüne Wälder. Sie sind Baumbewohner, ansonsten ist über ihre Lebensweise nichts bekannt.
Fea-Baumratten sind häufig und zählen laut IUCN nicht zu den bedrohten Arten.
Systematisch bildet die Fea-Baumratte mit einigen anderen südostasiatischen Altweltmäusen die Dacnomys-Gruppe.